# مانون كالي
مانون كالي (بالإنجليزية: Manon Kahle)‏ هي رسامة توضيحية وممثلة أمريكية، ولدت في 10 أغسطس 1980 في بوتني في الولايات المتحدة.

## وصلات خارجية
- مانون كالي على موقع IMDb (الإنجليزية)
- مانون كالي على موقع ألو سيني (الفرنسية)
- مانون كالي على موقع أول موفي (الإنجليزية)
- مانون كالي على موقع قاعدة بيانات الفيلم (الإنجليزية)
- مانون كالي على موقع كينوبويسك (الروسية)